# Santi Gioacchino e Anna alle Quattro Fontane
Santi Gioacchino e Anna alle Quattro Fontane ou Igreja dos Santos Joaquim e Ana nas Quatro Fontes era uma igreja de Roma, Itália, localizada no rione Monti, na via del Quirinale, do lado de San Carlo alle Quattro Fontane, nas famosas Quattro Fontane. Era dedicada a São Joaquim e Santa Ana, os míticos pais da Virgem Maria.

## História
Foi construída no século XVII pelos padres carmelitas descalços da Espanha, que compraram duas casas na cidade, uma de um tal Horácio Terreni e outra do cardeal Conti, e construíram esta igreja com autorização do papa Paulo V em 1611. Os religiosos espanhóis ficaram no local até a ocupação napoleônica de Roma, em 1809, quando tiveram que abandoná-la. Quando Carlos V e sua esposa, Maria Luísa estava em Roma, eles compraram a igreja e o mosteiro e os doaram aos religiosos dos Adoradores Perpétuos do Santíssimo Sacramento, com a bênção do papa Pio VII. Em 1839, eles se mudaram para a vizinha Santa Maria Maddalena al Quirinale (demolida) e, em 1846, a igreja e a casa vizinha passaram para a Universidade Belga de Roma.
A igreja foi construída pelos arquitetos Paul Maruscelli e Alexander Sbrenchio numa planta em cruz grega com uma pequena cúpula. Ela abrigou a sepultura do cardeal Gil Carrillo de Albornoz, cujo corpo foi depois exumado e transferido para a Espanha para ser novamente sepultado na Igreja da Encarnação em Talavera de la Reina.
Foi formalmente desconsagrada na década de 1960.